# Добрословень (комуна)
Добрословень, Добрословені (рум. Dobrosloveni) — комуна у повіті Олт в Румунії. До складу комуни входять такі села (дані про населення за 2002 рік):
- Добрословень (1405 осіб)
- Потопіну (690 осіб)
- Решка (823 особи)
- Решкуца (481 особа)
- Фресінету (510 осіб)

Комуна розташована на відстані 141 км на захід від Бухареста, 28 км на південь від Слатіни, 46 км на схід від Крайови.

## Населення
За даними перепису населення 2002 року у комуні проживали 3909 осіб.
Національний склад населення комуни:
| Національність | Кількість осіб | Відсоток |
| -------------- | -------------- | -------- |
| румуни         | 3873           | 99,1%    |
| цигани         | 35             | 0,9%     |
| угорці         | 1              | < 0,1%   |

Рідною мовою назвали:
| Мова      | Кількість осіб | Відсоток |
| --------- | -------------- | -------- |
| румунська | 3908           | > 99,9%  |
| угорська  | 1              | < 0,1%   |

Склад населення комуни за віросповіданням:
| Релігія            | Кількість осіб | Відсоток |
| ------------------ | -------------- | -------- |
| православні        | 3902           | 99,8%    |
| п'ятдесятники      | 1              | < 0,1%   |
| адвентисти         | 1              | < 0,1%   |
| не вказали релігію | 2              | 0,1%     |